# IRDP
IRDP (ICMP Router Discovery Protocol, Vyhledávání směrovačů pomocí ICMP zpráv) je protokol, který popisuje využití ICMP zpráv k nalezení výchozí brány. Hodí se v případě, kdy nechceme ručně konfigurovat bránu nebo využívat protokol DHCP.

## Podporované OS
IRDP podporují dva operační systémy, ani jeden však ne ve své výchozí konfiguaci.
- Windows XP
- Windows Server 2003

Pomocí volby 31 z nastavení DHCP protokolu (RFC1531) lze klientům sdělit, zda se mají pokusit využít IRDP. Je-li tato volba povolena a odeslána přes DHCP server, umožní i výše uvedeným systémům využit IRDP k vyhledání brány.